# Ініотеф I
Ініотеф I — давньоєгипетський номарх IV верхньоєгипетського ному з центром у Фівах.

## Життєпис
Його влада поширювалась лише на кілька південних номів Верхнього Єгипту, але він уже мав пишні титули «номарха Фів, хранителя брами Півдня, великого стовпа, що зберігає життя двох земель, начальника жерців тощо».
Титули явно вказували, що номарх Ініотеф значною мірою був незалежним від гераклеопольських царів та навіть претендував на певну самостійність. Був похований у скельній гробниці в Дра-абу ель-Неґ.